# ایروریتا
ایروریتا (به اسپانیایی: Irurita) یک منطقهٔ مسکونی در اسپانیا است که در Baztan واقع شده‌است. ایروریتا ۸۲۹ نفر جمعیت دارد.